# Pelophylax
Pelophylax es un género de anfibios anuros de la familia Ranidae. Fue descrito por primera vez por Leopold Fitzinger en 1843 para organizar las ranas verdes del Viejo Mundo, nombre con el que se conoce a este grupo. Habita desde Europa hasta Extremo Oriente, desde ambientes húmedos a oasis en desiertos.

## Distribución
Su mapa de distribución abarca desde el norte de África, Eritrea y Europa templada hacia Oriente Medio, Rusia por el Cáucaso y Afganistán hasta el sur del extremo oriental ruso. De China a Corea, Japón, Taiwán, Camboya, Laos, Vietnam, oeste y norte de Tailandia, norte de Birmania y noreste de India. Existen poblaciones aisladas en el Alto Asir y en oasis del este de Arabia Saudí y Baréin. Ha sido introducido en las Canarias.

## Sistemática
Fitzinger consideraba a las ranas verdes distintas de las pardas, ahora adscritas al género Rana. Describió el género con la especie Rana esculenta, nombre que actualmente se considera sinónimo de las especies Pelophylax lessonae (Camerano, 1882) y Pelophylax ridibundus (Pallas, 1771). Por tanto, la especie tipo es Rana esculenta 
Linnaeus, 1758.
Casi ningún autor de los siglos XIX y XX estuvo de acuerdo con la propuesta de Fritzinger por lo que las ranas verdes volvieron a incluirse en el género Rana, siguiendo la tendencia de incluir en este género todas las ranas de similares hábitos y aspecto, lo que hizo de Rana un cajón de sastre.
Hacia 2000, cuando los estudios de genética molecular se hicieron más frecuentes y comunes, se descubrió que Fritzinger estaba en lo cierto. No sólo Pelophylax es un género independiente sino que pertenece a un linaje de Ranidae alejado de Rana. Además se puso de manifiesto que las ranas verdes eurasiáticas podrían no formar un linaje monofilético. El número exacto de especies del género Pelophylax y sus allegados más próximos tardará en establecerse con precisión.
En cualquier caso, se podría decir que las ranas pertenecientes a este género pertenecen a un grupo moderadamente avanzado de Ranidae —posiblemente un clado— que incluiría a otros géneros como Babina, Glandirana, Hylarana y Sanguirana. Estos géneros estuvieron también incluidos en Rana y no han sido géneros independientes hasta los años 1990. Y, como recuerda la posible parafilia de Pelophylax, parece que algunas especies asignadas aquí están muy próximas a Hylarana, así que podrían cambiar de género. Pero la especiación hibridogenética está muy extendida entre las ranas verdes del Viejo Mundo, lo que confunde los datos obtenidos en los análisis de ADN.

### Sinonimia
- Palmirana Ritgen, 1828. Nomen nudum
- Baliopygus Schultze, 1891. Tomando como especie tipo Rana ridibunda Pallas, 1771, Max Schultze describió este género, 48 años después de que lo hiciera Fitzinger.

### Especies Occidentales
- Pelophylax bedriagae (Camerano, 1882).
- Pelophylax bergeri (Günther in Engelmann, Fritzsche, Günther, and Obst, 1986).
- Pelophylax caralitanus (Arikan, 1988).
- Pelophylax cerigensis (Beerli, Hotz, Tunner, Heppich, and Uzzell, 1994).
- Pelophylax cretensis (Beerli, Hotz, Tunner, Heppich, and Uzzell, 1994).
- Pelophylax cypriensis[3] Plötner, Baier, Akın, Mazepa, Schreiber, Beerli, Litvinchuk, Bilgin, Borkin & Uzzell, 2012.
- Pelophylax demarchii (Scortecci, 1929).
- Pelophylax epeiroticus (Schneider, Sofianidou, and Kyriakopoulou-Sklavounou, 1984).
- Pelophylax kurtmuelleri (Gayda, 1940).
- Pelophylax lessonae (Camerano, 1882).
- Pelophylax perezi (López-Seoane, 1885).
- Pelophylax ridibundus (Pallas, 1771).
- Pelophylax saharicus (Boulenger in Hartert, 1913).
- Pelophylax shqipericus (Hotz, Uzzell, Günther, Tunner, and Heppich, 1987).
- Pelophylax terentievi (Mezhzherin, 1992).

### Especies Orientales
- Pelophylax chosenicus (Okada, 1931).
- Pelophylax fukienensis (Pope, 1929).
- Pelophylax hubeiensis (Fei and Ye, 1982).
- Pelophylax lateralis (Boulenger, 1887).
- Pelophylax nigromaculatus (Hallowell, 1861).
- Pelophylax plancyi (Lataste, 1880).
- Pelophylax porosus (Cope, 1868).
- Pelophylax tenggerensis (Zhao, Macey, and Papenfuss, 1988).

### Especies hibridogénicas dePelophylax
- Pelophylax kl. esculentus – Rana comestible (P. lessonae × P. ridibundus)
- Pelophylax kl. grafi – Rana híbrida de Graf (P. perezi × P. ridibundus)
- Pelophylax kl. hispanicus – Rana comestible italiana (P. bergeri × P. ridibundus/P. esculentus)

#### Incertae sedis
- Hyla ranaeformis Laurenti, 1768. Dubois y Ohler en 1996 consideraron que podría ser incluida dentro de algún miembro de Pelophylax y formaron la combinación Rana (Pelophylax) ranaeformis. En cualquier caso, incluso si la inclusión en Pelophylax fuera aceptada, el nombre debería tratarse como nomen oblitum.
- Hyla gibbosa Lacépède, 1788.

## Origen de las ranas verdes europeas

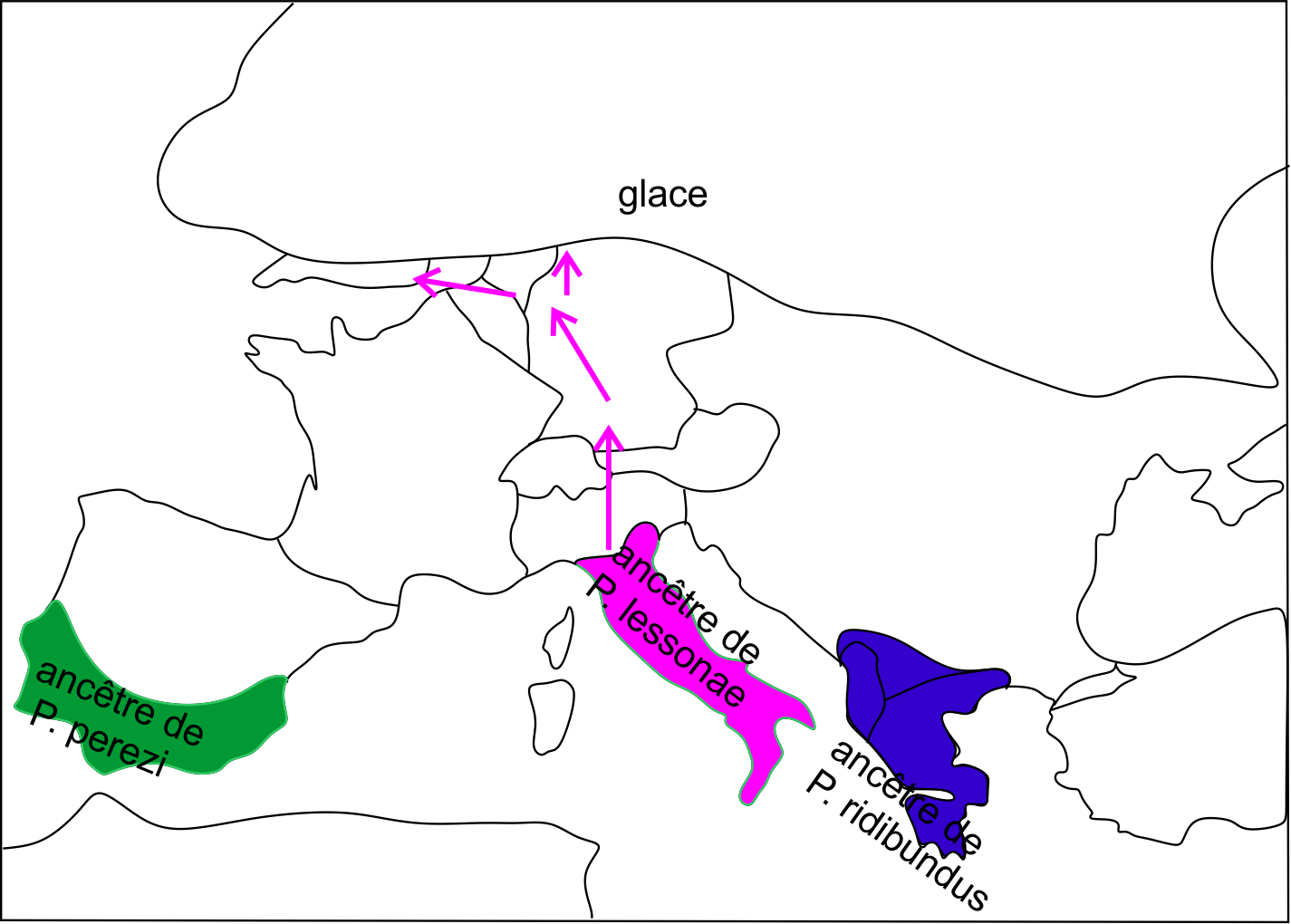
Origen de las principales especies europeas actuales del género Pelophylax a partir de los refugios glaciares tras el último máximo glaciar, según Patrelle (2010), Zeisset et al. 2001, Snell et al. 2005, Ohst 2008

La especiación del género Pelophylax tuvo lugar a partir de 2,4 millones de años, favorecida por las oscilaciones climáticas del Plioceno y Pleistoceno. La fauna y flora europea se refugió durante los máximos glaciares en las tres penínsulas del sur: ibérica, itálica y balcánica. Donde dieron lugar a las siguientes especies:
- Pelophylax perezi en la península ibérica,
- Pelophylax lessonae en Italia,
- Pelophylax ridibundus en la península balcánica.

Al final de la glaciación estas especies se expandieron hacia el norte colonizando amplias áreas y permitiendo la hibridación entre las distintas especies.